# Södra Tväsjön
Södra Tväsjön är en sjö i Vaggeryds kommun och Jönköpings kommun i Småland och ingår i Motala ströms huvudavrinningsområde. Sjön är 5,5 meter djup, har en yta på 0,013 kvadratkilometer och befinner sig 268 meter över havet. Sjön avvattnas mot Grälleboån.